# 2012 au Nunavut
Chronologie du Nunavut
- 2008
- 2009
- 2010
- 2011
- 2012
- 2013
- 2014
- 2015
- 2016

Cette page concerne des événements d'actualité qui se sont produits durant l'année 2012 dans le territoire canadien du Nunavut.

## Politique
- Premier ministre : Eva Aariak
- Commissaire : Edna Elias
- Législature : 3e législature (en)

## Événements
- 3 juin : achèvement de la Cathédrale Saint-Jude d'Iqaluit[1].
- 24 juillet : la mairesse d'Iqaluit Madeleine Redfern (en) annonce qu'elle ne sollicitera pas un second mandat aux prochaines élections municipales du mois d'octobre.
- 15 octobre : le directeur d'Aéroport d'Iqaluit John Graham (en) est élu maire d'Iqaluit.